# Волынкин, Олег Викторович
Олег Викторович Волынкин (род. 1 января 1954) — профессиональный путешественник, председатель Ивановского областного отделения Русского географического общества (РГО), почётный гражданин города Иваново.

## Биография
Родился 1 января 1954 года в селе Весёлое Крымской области. В 1971 году окончил среднюю общеобразовательную школу № 7 в посёлке Кабардинка Геленджикского района Краснодарского края. Затем обучался в Ленинградском электротехническом институте связи имени М. А. Бонч-Бруевича.
Трудовую деятельность начал в органах связи Ивановской области. В 1980 году был назначен главным инженером, а затем начальником городской телефонной сети города Иваново, проработав там до июля 2008 года.
С декабря 2007 года возглавляет попечительский совет Иваново-Вознесенского морского кадетского корпуса имени адмирала Невельского. Активно занимается преподавательской деятельностью. В вузах городов Шуи и Иваново читает лекции на заседаниях Русского географического общества.
С сентября 2010 года председатель Ивановского регионального отделения Русского географического общества.

### Исследовательская деятельность
С 1999 года профессиональный путешественник. На протяжении многих лет занимается научно-исследовательской деятельностью в районах Крайнего Севера. 
Под его руководством осуществлено несколько полярных экспедиций.
- 1999 год — экспедиция в центральной части полуострова Таймыр[3].
- 2000 год — экспедиция в районе Анабарского плато[3].
- 2001 год — экспедиция в акватории озера Таймыр, реки Нижняя Таймыра и Карского моря[3].
- 2002 год — экспедиция на территории Эвенкийского автономного округа в горном массиве плато Путорана[3].
- 2003 год — историко-мемориальная экспедиция «Беннетта-2003» в Восточно-Сибирском море и море Лаптевых[3].
- 2005 год — кругосветная трёхэтапная трансарктическая историко-географическая экспедиция «Путь Ориона»[1]. Все 3 этапа экспедиции осуществлялись на парусно-моторном тримаране «Русь» под флагами Ивановской области, города Иваново, города Плёса, Русского географического общества, а также спонсоров экспедиции[2].
- 2011 год — поход с воспитанниками Морского кадетского корпуса имени адмирала Геннадия Ивановича Невельского по рекам, каналам и озёрам на тримаране «Русь»[2]. Маршрут начинался в городе Плёсе на Волге, и заканчивался в Санкт-Петербурге[2]. Общая протяженность маршрута составила около двух тысяч километров[2].
- 2012 год — историко-патриотическая экспедиция «Связь времён и поколений» по местам боёв Отечественной войны 1812 года и Великой Отечественной войны на территории России и Белоруссии[2]. Участниками экспедиции стали ученики кадетских корпусов и ивановских общеобразовательных школ[2].

### Творческая деятельность
Является автором нескольких книг. Самые известные работы – «Острова остаются легендой» и «Путь Ориона».
За 15 лет творческой деятельности в качестве продюсера и телевизионного оператора им создано множество документальных фильмов.
25 декабря 2014 года провёл в Заволжске выставку собственных фотографий и экспонатов в одном из залов картинной галереи Заволжского музея.

### Политическая деятельность
Входит в состав местного политического совета Ивановской области.

## Награды и звания
- В 2003 году за успешно проведенную экспедицию «Беннетта-2003» был награждён медалью преподобного Сергия Радонежского II степени[9].
- 9 июня 2012 года решением Ивановской городской Думы пятого созыва от 22.05.2012 № 409 ему присвоено звание «Почётный гражданин города Иваново»[10].
- 30 марта 2017 года решением Ивановской областной Думы ему присвоено звание «Почётный гражданин Ивановской области»[11].